# 仙台市立東宮城野小学校
仙台市立東宮城野小学校（せんだいしりつ ひがしみやぎのしょうがっこう）は、宮城県仙台市宮城野区東宮城野にある公立小学校。

## 概要
仙台市立の小学校で72番目として開校した。
学校の隣接地には陸上自衛隊仙台駐屯地、仙台工業高校、宮城野小学校がある。

## 沿革
出典
- 1983年（昭和58年）
  - 4月1日 - 開校[1]。
  - 11月2日 - 校旗・校歌制定式挙行し、この日（11月2日）を開校記念日と定めた。
- 1993年（平成5年）
  - 10月1日 - ランチルーム改装工事（2室）。
  - 10月30日 - 開校10周年記念式挙行。
- 1995年（平成7年）4月1日 - 特殊学級（たんぽぽ学級）新設。
- 1998年（平成10年）3月31日 - コンピュータ室完成（コンピュータ22台設置）。
- 1999年（平成11年）9月5日 - 第1回東宮城野学区ふれあい大運動会開催。
- 2000年（平成12年）4月1日 - 特殊学級（ひまわり学級）新設。
- 2003年（平成15年）10月31日 -  開校20周年親と子のコンサート開催。
- 2004年（平成16年）3月31日 - 校庭暗渠排水整備完了。
- 2005年（平成17年）4月18日 - 8「あけぼの教室」開設。
- 2008年（平成20年）4月1日 - 「あけぼの教室」開設。
- 2009年（平成21年）11月5日 - あいさつロード看板除幕式挙行（仙台第二工業高校との連携事業）。
- 2011年（平成23年）
  - 3月11日 - 14時46分頃に東日本大震災発生。本校に避難所設置。
  - 4月 - 東日本大震災により校舎損壊した荒浜小学校から児童受け入れ、併設。
- 2012年（平成24年）11月3日 - 創立30年記念式挙行。
- 2016年（平成28年）3月31日 - 荒浜小学校閉校。
- 2017年（平成29年）4月1日 - 「東宮城野マイスクール児童館」開設。

## 学区
出典
- 宮城野区
  - 扇町2丁目
  - 扇町3丁目
  - 萩野町3丁目
  - 東宮城野（3番〜5番）
  - 日の出町2丁目
  - 日の出町3丁目
  - 宮千代2丁目
  - 宮千代3丁目
- 若林区
  - 卸町1丁目
  - 卸町2丁目
  - 卸町3丁目
  - 卸町4丁目
  - 卸町5丁目

## 進学先中学校
出典
- 仙台市立東華中学校

## 著名な関係者
- 張本智和（卓球選手）
- 張本美和（卓球選手。張本智和の妹）

## 周年
- 仙台市立仙台工業高等学校 - 敷地が隣接。
- 仙台市立宮城野小学校 - 仙台工業高校に隣接。
- 仙台宮城野団地 - 敷地が隣接。
- 萩野町公園
- ジャパンケア仙台萩野町小規模多機能
- 仙台市立萩野町保育所 - 進学前保育所のひとつ。
- 陸上自衛隊仙台駐屯地
  - 自衛隊仙台病院

## アクセス
- 仙台市営バス
  - 「19」・「М29」・「77」の各系統で、「卸町一丁目」停留所より、学校正門（校門）まで、
    - 薬師堂駅（大和小学校入口先回り）行、長町南駅・太白区役所前行のりばから、徒歩約605m・約9分。
    - 薬師堂駅（宮城野小仙台工業高前先回り）行、荒井駅行のりばから、徒歩約675m・約10分。

  - 「10」・「19」・「М29」・「57」・「230・J230」・「233・J233」の各系統で、「宮城野小・仙台工業高前」停留所より、学校正門まで、
    - 薬師堂駅行、交通局東北大学病院前行（仙台駅前経由）のりばから、徒歩約600m・約9分。
    - 荒井駅行、旭ヶ丘駅行、小鶴新田駅行のりばから、徒歩約690m・約11分。

  - なお、「宮城野小・仙台工業高前」停留所から学校敷地まで、最短で約235m前後だが、学校正門と道路との位置関係で、遠廻りとなる。

## その他
- 2011年（平成23年）3月11日に発生した東北地方太平洋沖地震（東日本大震災）で被災した旧仙台市立荒浜小学校の仮校舎が東宮城野小学校に設置されていた[6]。